# خوسه فیگروا
خوسه فیگروا (اسپانیایی: José Figueroa‎; ۱۴ نوامبر ۱۹۵۹ –  ۲۴ مه ۲۰۲۰) بازیکن فوتبال اهل هندوراس بود.
از باشگاه‌هایی که در آن بازی کرده‌است می‌توان به باشگاه ورزشی کارتاگینیس، باشگاه فوتبال هرکولس، و باشگاه فوتبال رئال مورسیا اشاره کرد.
وی همچنین در تیم ملی فوتبال هندوراس بازی کرده‌است.